# Ryan Longwell
Ryan Walker Longwell (født 16. august 1974 i Seattle, Washington, USA) er en tidligere amerikansk footballspiller, der spillede i NFL som place kicker for tre forskellige klubber. Han tilbragte blandt andet seks sæsoner hos Green Bay Packers.
Longwell var en del af det Green Bay Packers-hold, der i 1997, i Longwells debutsæson, nåede Super Bowl XXXII. Her måtte holdet dog, trods seks point af Longwell se sig besejret af Denver Broncos.

## Klubber
- Green Bay Packers (1997−2005)
- Minnesota Vikings (2006−2011)
- Seattle Seahawks (2012)